# Zona pantanosa (física)
En física teòrica, el terme zona pantanosa, pantà o marjal (en anglès "swampland") s'utilitza per a referir-se a totes aquells models de camps efectius de baixa energia que no són compatibles amb la teoria de cordes, en contrast amb l'anomenat paisatge ("landscape") de models compatibles amb un nombre de conjectures que compleixen teories realistes de gravetat quàntica. En altres paraules, la zona pantanosa és el conjunt de teories internament coherents que no tenen una finalització ultraviolada consistent amb la teoria de cordes.
Els desenvolupaments de la teoria de cordes suggereixen que el paisatge de la teoria de cordes amb falsos buits (és a dir amb possibles universos que no es corresponen amb el nostre) és enorme, per la qual cosa és natural preguntar-se si el paisatge és tan vast com per a permetre totes les teories de camp efectives "raonables". Alguns autors, com Cumrun Vafa, suggereixen que no és així i que el pantà és de fet molt més gran que el paisatge de la teoria de cordes.

## Conjectures del pantà
Les conjectures del pantà són un conjunt de criteris conjecturats per als models que formen part del paisatge de teoria de cordes. Alguns criteris de pantans proposats són:
- Si el model té una simetria de càrrega, aquesta ha de ser una simetria gauge, no global.
- Conjectura de gravetat febleː almenys una partícula carregada ha de tenir una massa (en unitats de Planck) menor que la carrega de la força d'acoblament gauge. Tanmateix, no totes les partícules carregades són necessàriament lleugeres. El mateix s'aplica als monopols magnètics.
- El signe (positiu o negatiu) d'alguns termes d'ordre superior de l'acció efectiva ve determinat per l'absència de propagació superluminal al nostre univers.
- Hi ha molts tipus finits de partícules sense massa.